# Paracophella caribbea
Paracophella caribbea är en insektsart som beskrevs av Morgan Hebard 1928. Paracophella caribbea ingår i släktet Paracophella och familjen syrsor. Inga underarter finns listade i Catalogue of Life.